# Saint-Pierre-de-Lamps
Saint-Pierre-de-Lamps là một xã ở tỉnh Indre ở miền trung nước Pháp. Xã này có diện tích 10,28 km², dân số năm 1999 là 44 người. Khu vực này có độ cao trung bình 140 mét trên mực nước biển.